# Dipoena opana
Dipoena opana là một loài nhện trong họ Theridiidae.
Loài này thuộc chi Dipoena. Dipoena opana được Herbert Walter Levi miêu tả năm 1963.